# Aisne (affluent de la Mayenne)
Pour les articles homonymes, voir Aisne.
L'Aisne est une petite rivière française du département de la Mayenne, dans la région Pays de la Loire. C'est un affluent de la Mayenne en rive gauche et donc un sous-affluent de la Loire, par la Maine.

## Géographie
De 27,3 km de longueur, elle est formée en amont de Javron, par plusieurs affluents qui prennent leurs sources dans des directions opposées. La rivière adopte d'abord une direction ouest-est durant la première moitié de son parcours. Peu avant Javron, elle effectue un coude à 90 °, et se dirige dès lors vers le nord, jusqu'à son confluent avec la Mayenne. Elle passe au Ribay, à Javron, aux Chapelles, et se jette dans la Mayenne en aval de Couptrain.

## Communes et cantons traversés
Dans le seul département de la Mayenne, l'Aisne traverse neuf communes, :
- de l'amont vers l'aval : Champéon (source), Le Horps, Le Ribay, Le Ham, Javron-les-Chapelles, Saint-Aignan-de-Couptrain, Neuilly-le-Vendin, Madré.

Soit en termes de cantons, l'Aisne prend source dans le canton du Horps, et conflue dans le canton de Couptrain, le tout dans l'arrondissement de Mayenne.

## Affluents
L'Aisne a dix tronçons affluents référencés  huit affluents et un bras dont :
- ? (rg), 1,6 km sur les deux communes de Champéon et Le Horps.
- ? (rg), 2,6 km sur les deux communes de Le Horps et Le Ribay.
- le ruisseau de l'Écurie (rg), 1,7 km sur les deux communes de Le Ribay et Charchigne.
- le ruisseau de la Laire (rd), 6,6 km sur les deux communes de Le Ribay et Le Ham avec deux affluents :
  - le ruisseau de Ker Avray (rd), 2,7 km sur les deux communes de Le Ribay et Le Ham.
  -  ? (rg) 0,4 km sur la seule commune de Le Ribay.
- le ruisseau des Grésillons (rd) 4,7 km sur la seule commune de Le Ham.
- l'Étang de Villeray (rd), 8,2 km sur les trois communes de Le Ham, Loupfougères, Javron-les-Chapelles avec quatre affluents :
  -  ? (rd), 0,5 km sur les deux communes de Le Ham, Loupfougères.
  -  ? (rd), 0,8 km sur la seule commune de Le Ham.
  - La Fraubée (rd), 5,6 km sur les trois communes de Le Ham, Villaines-la-Juhel, Crennes-sur-Fraubée.
  - le ruisseau de la Brunelière (rg) 4,1 km sur la seule commune de Le Ham.
- le ruisseau des Vallées ou de Mont Havoust ou de la Brouette (rd), 8,2 km sur les trois communes de Villepail, Javron-les-Chapelles, et Saint-Cyr-en-Pail avec deux affluents :
  - le ruisseau de Mont Havoust (rg) 1,6 km sur la seule commune de Saint-Cyr-en-Pail.
  - le ruisseau de Charolais ou ruisseau de Brévoust (rd), 4,2 km sur les deux communes de Villepail, Javron-les-Chapelles, dans le parc naturel régional Normandie-Maine et qui prend source à la limite de la forêt de Pail, ZNIEFF de Type 2 de 2 734 hectares depuis 1992[3] dans la corniche de Pail elle aussi ZNIEFF de type I de 147 hectares depuis 1997[4].
- un bras affluent et défluent (rg) 0,7 km sur la seule commune de Javron-les-Chapelles
- ? (rg) 2,6 km sur la seule commune de Javron-les-Chapelles

Le rang de Strahler est donc de trois.

## Hydrologie
L'Aisne est une rivière assez abondante, comme tous les cours d'eau issus de la partie nord du département de la Mayenne. Son débit a été observé durant une période de 12 ans (1996-2008), à Javron-les-Chapelles, localité du département de la Mayenne située peu avant son confluent avec la Mayenne. Le bassin versant de la rivière y est de 145 km2 (soit plus de 95 % de sa totalité qui fait 150 km2).
Le module de la rivière à Javron-les-Chapelles est de 1,62 m3/s.
L'Aisne présente des fluctuations saisonnières de débit très marquées, comme bien souvent dans le département de la Mayenne qui constitue la partie orientale du Massif armoricain, avec des hautes eaux d'hiver portant le débit mensuel moyen à un niveau situé entre 2,60 et 3,78 m3/s, de décembre à mars inclus (avec un maximum en janvier), et des basses eaux d'été, de début juin à début octobre, comportant une baisse du débit moyen mensuel jusqu'à 0 %2 m3/s au mois d'août. Mais les fluctuations sont bien plus prononcées sur de plus courtes périodes.
À l'étiage, le VCN3 peut chuter jusque 0,029 m3/s, en cas de période quinquennale sèche, soit 29 litres par seconde, ce qui est relativement courant dans la région est-armoricaine.
Les crues peuvent être assez importantes compte tenu de la petitesse de la rivière et de l'exiguïté de son bassin. Les QIX 2 et QIX 5 valent respectivement 20 et 26 m3/s. Le QIX 10 est de 31 m3/s, le QIX 20 de 35 m3/s, tandis que le QIX 50 n'a pas encore été calculé.
Le débit instantané maximal enregistré à Javron-les-Chapelles a été de 29,9 m3/s le 13 janvier 2004, tandis que la valeur journalière maximale était de 24,2 m3/s le 14 janvier de la même année.
La lame d'eau écoulée dans son bassin versant est de 345 millimètres annuellement, ce qui est assez élevé, un peu supérieur à la moyenne d'ensemble de la France. Le débit spécifique (ou Qsp) de la rivière atteint le chiffre de 10,9 litres par seconde et par kilomètre carré de bassin.

## Aménagements
On trouve sur son cours, les lieux-dits : le Moulin du Horps, le Pont d'Aisne, les Molières, le Gué, le Moulin de Blin, le Château de la Motte sur Madré.

## Pêche et AAPPMA
L'Aisne est un cours d'eau de première catégorie. L'AAPPMA concernée est la Gaule Ribayenne. Le peuplement piscicole consiste en truite fario, truite arc en ciel, vairon et goujon.

## Toponyme
La Fraubée a donné son hydronyme à la commune de Crennes-sur-Fraubée.